# Гереев, Шамиль (борец)
Шамиль Гереев — российский борец вольного стиля, призёр чемпионата России.

## Карьера
В 1997 году в Кызыле стал бронзовым призёром чемпионата России.

## Спортивные результаты
- Чемпионат России по вольной борьбе 1997 — ;